# Maison de la Clé d'Or
La « Maison de la Clé d'Or » (Den Gulden Sleutel en néerlandais) est une maison de style baroque située au numéro 29 de la place de la Vieille Halle aux Blés à Bruxelles, en Belgique.

## Localisation
La maison se situe sur le côté ouest de la place de la Vieille Halle aux Blés, à droite de la « Maison du Cornet » (Den Hoorn) et de la « Maison de l'Étoile d'Or » (De Gulde Sterre), classées tout comme elle, et plus ou moins en face de la Fondation Jacques Brel. 

## Historique
La façade de la maison « Den Gulden Sleutel » date de la fin du XVIIe siècle,.
En 1973, la maison est restaurée selon des plans établis par les architectes Mercier et Lemaire,.

## Classement
La maison l'objet d'un classement au titre des monuments historiques depuis le 16 octobre 1975 sous la référence 2043-0040/0 et figure à l'inventaire du patrimoine architectural de la Région de Bruxelles-Capitale sous la référence 31840,.

## Architecture

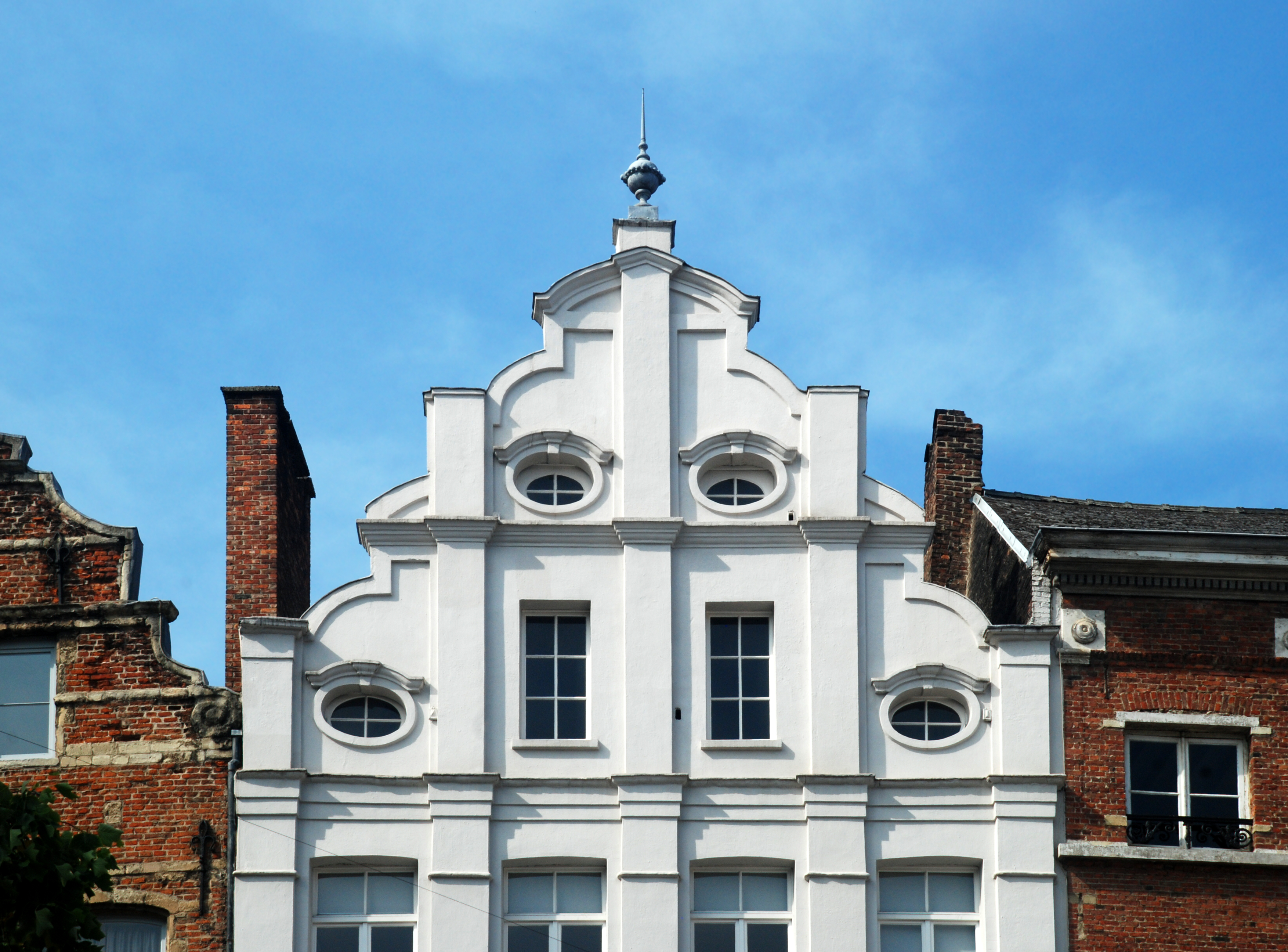
Le pignon.

## Accessibilité
| ___ | Ce site est desservi par la station de métro : Gare Centrale. |